# Louveciennes-akvedukten
Louveciennes-akvedukten (franska: L'aqueduc de Louveciennes), ibland även aqueduc de Marly (akvedukten vid Marly), är en akvedukt som byggdes 1681–1685 för att föra vatten till slottet i Versailles.

## Bakgrund
Akvedukten byggdes samtidigt som maskinen vid Marly för att föra vatten till de av Ludvig XIV kraftigt expanderande slottet i Versailles och då särskilt till trädgårdarnas fontäner som krävde stora mängder vatten. Akvedukten skapades av arkitekten Jules Hardouin-Mansard, men arbetet övertogs senare av Robert de Cotte. Själva akvedukten består av 36 valv och dess längd är 643 meter och dess bredd varierar från 2 till 4,4 meter och dess höjd mellan 10 och 20 meter.
Vattnet som pumpades upp ur Seine leddes till reservoaren högst upp i tornet Tour du Levant, och därefter strömmade vattnet med gravitationens hjälp de 643 metrarna till nästa reservoar i tornet Tour du Jongleur.
Själva akvedukten slutade att användas 1866 då den ersattes av underjordiska kanaler.

## Bilder

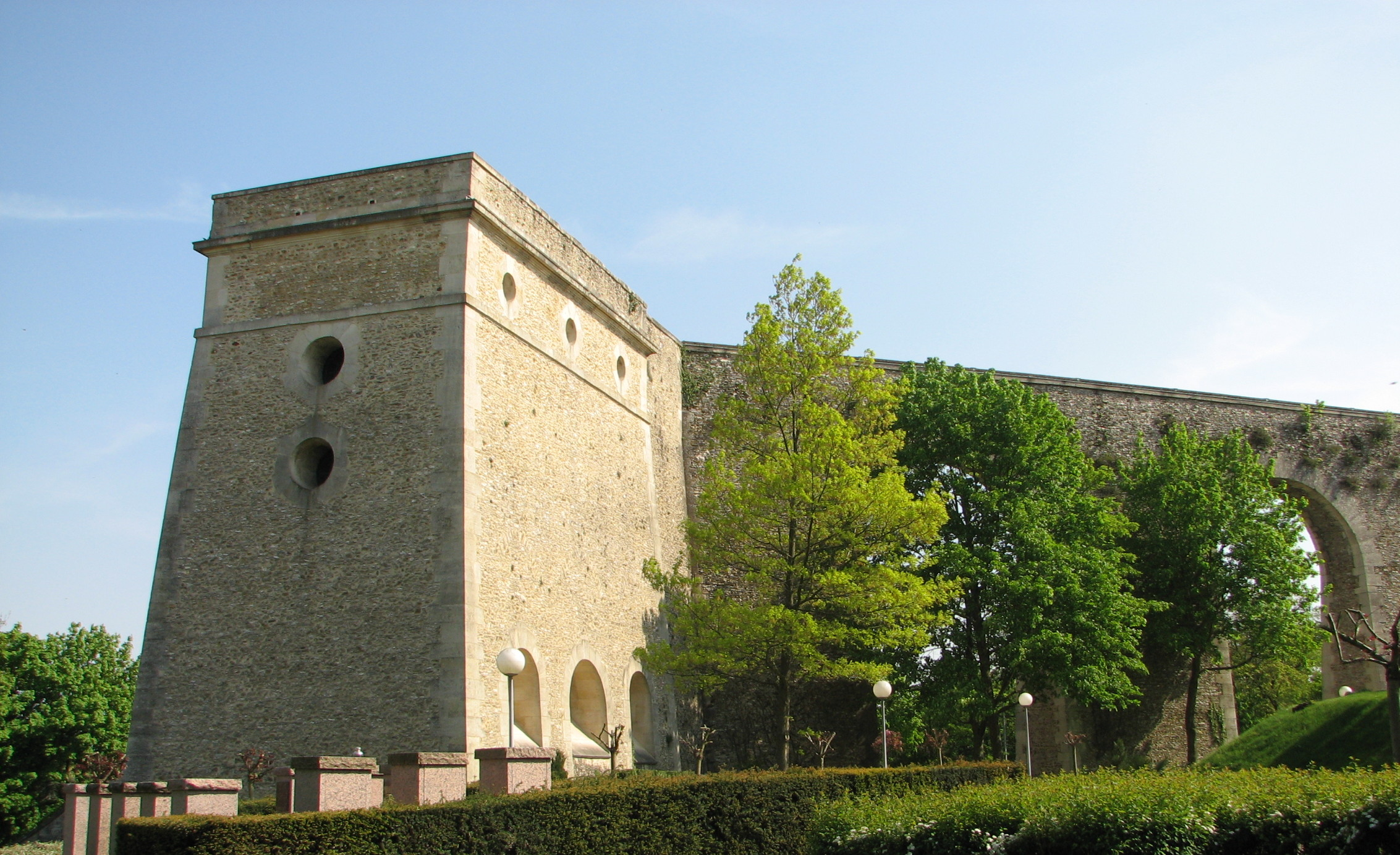
Tour du Levant, vid den norra ändan, och där vattnet kom från Maskinen vid Marly.
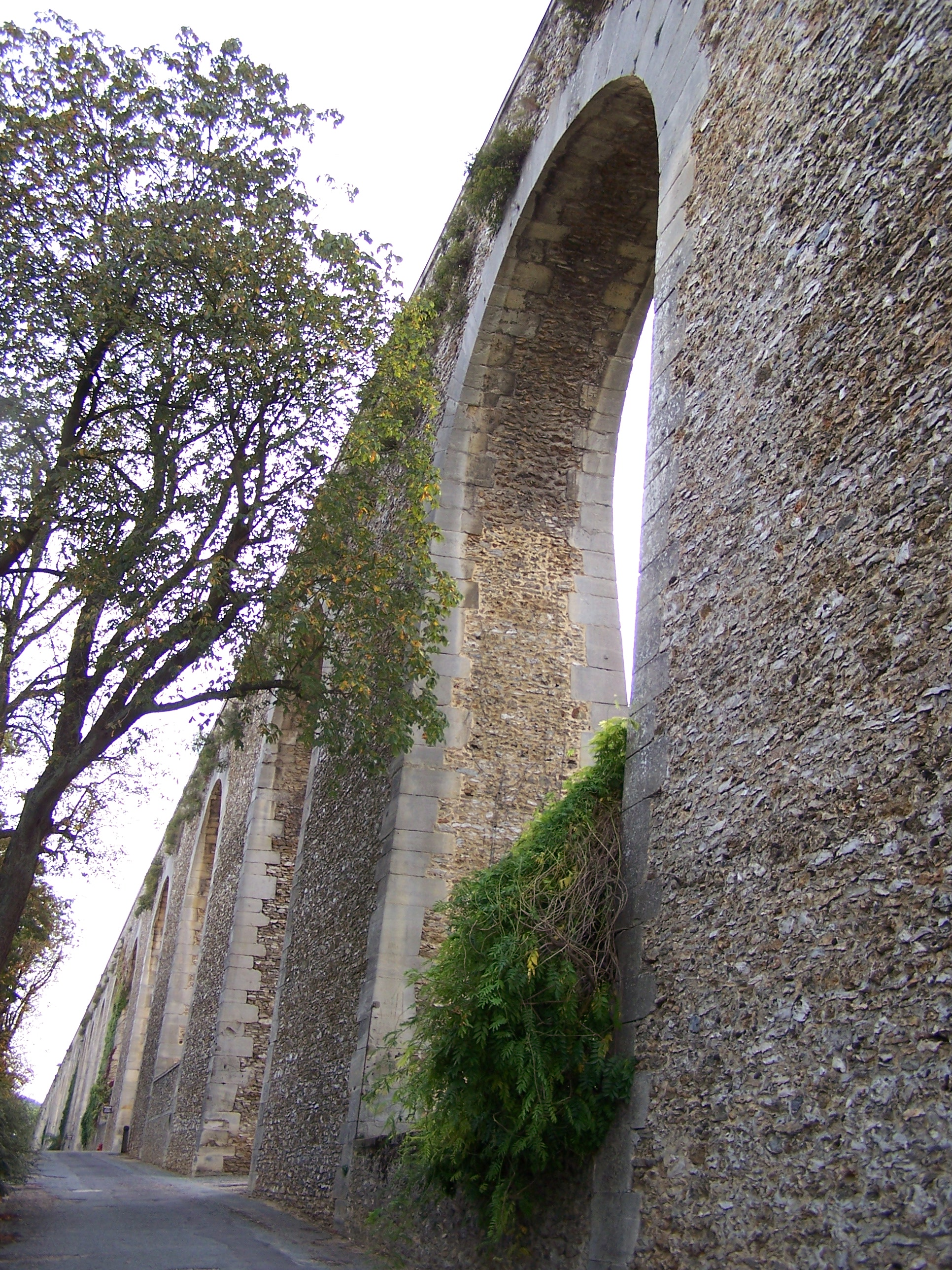
Akveduktens valvbågar, nära Tour du Levant
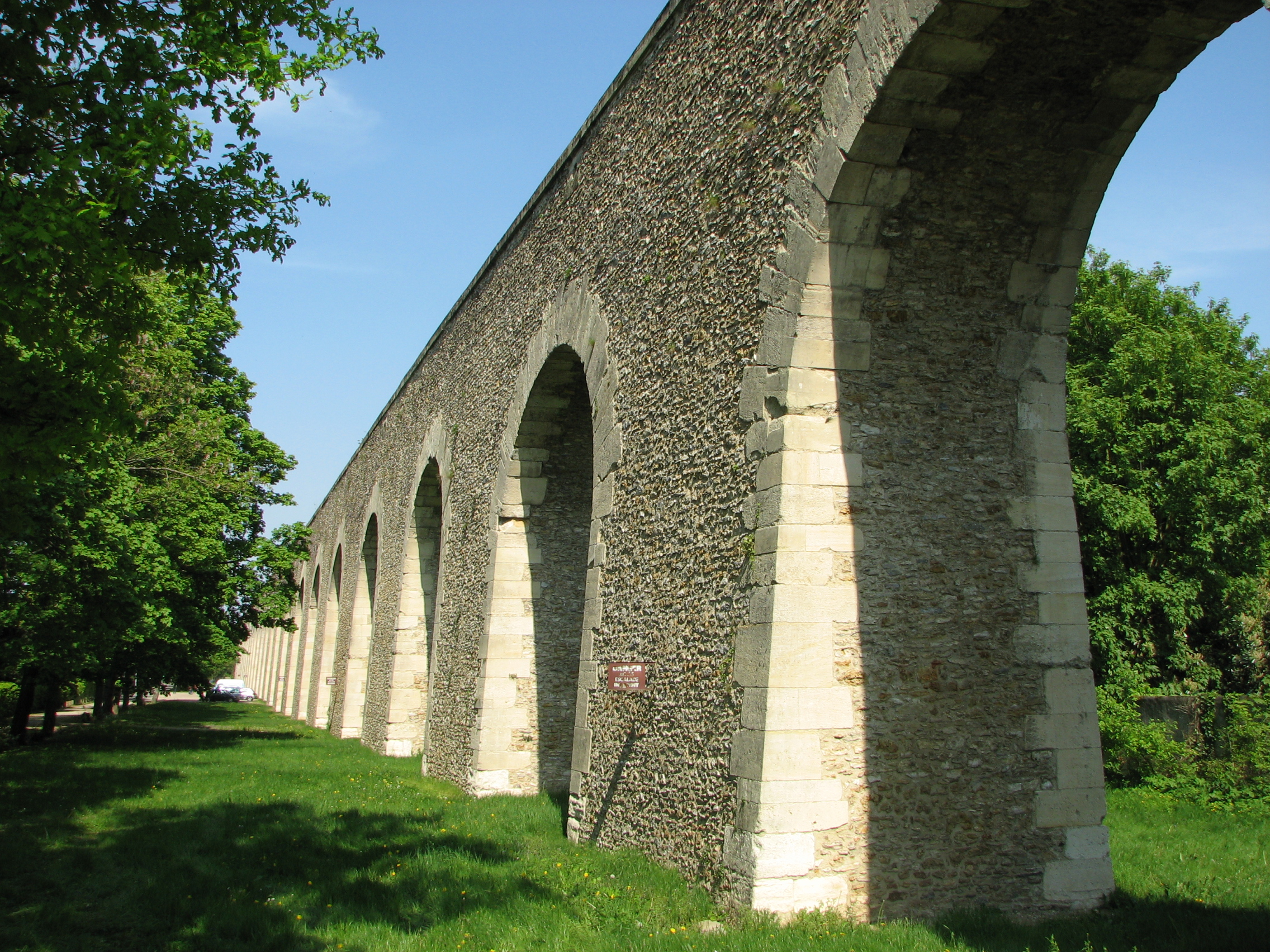
Valvbågar, nära Tour du Jongleur.
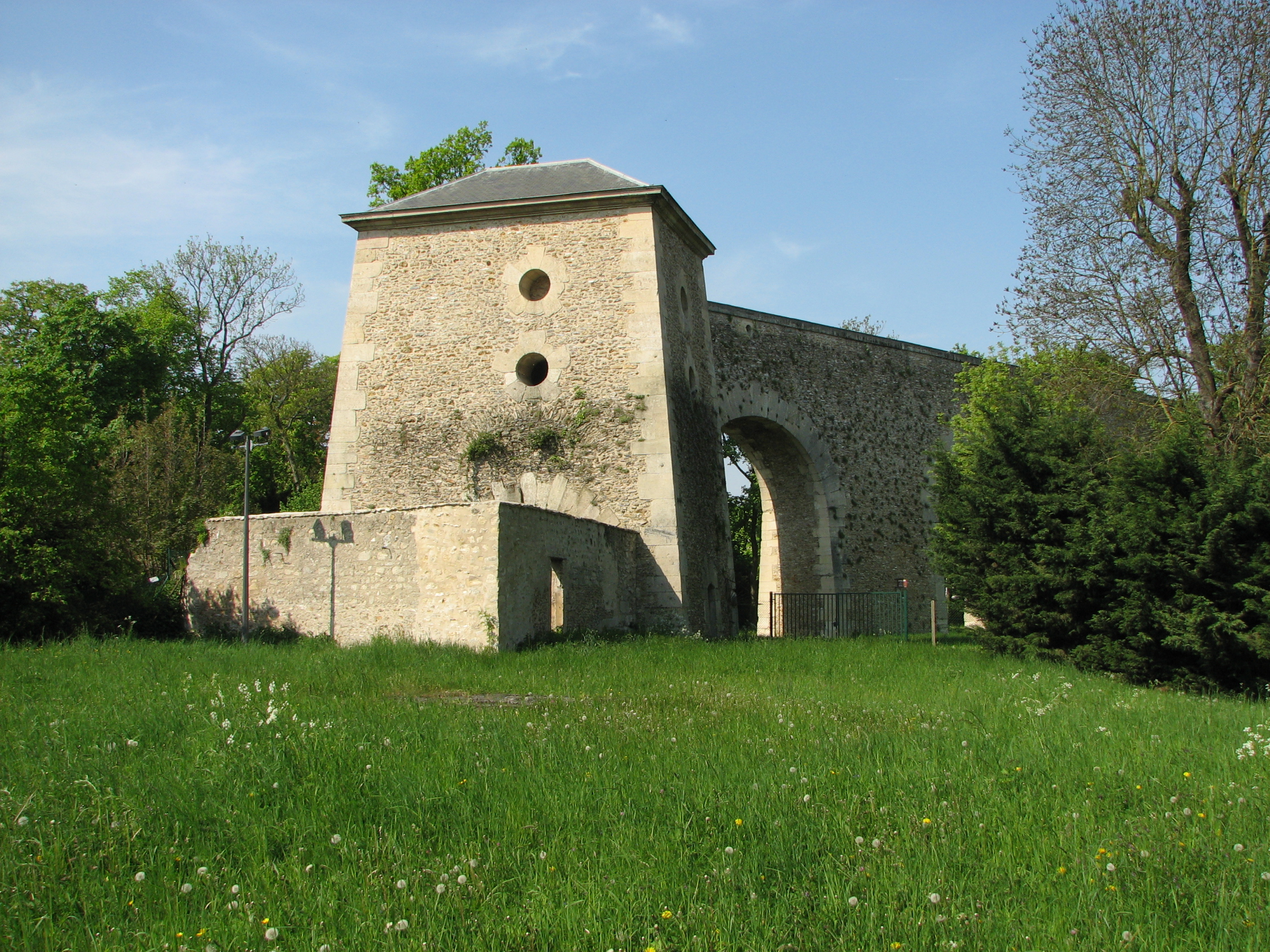
Tour du Jongleur.